# Белобрюхая белозубка
Белобрюхая белозубка, или ушастая белозубка (Crocidura leucodon), — вид млекопитающих семейства землеройковые, обитающий в Европе и на юго-западе Азии.

## Описание
Длина тела составляет от 65 до 85 мм, длина хвоста от 28 до 43 мм, масса от 7 до 15 г. Верхняя часть тела серо-бурого цвета, нижняя часть и боковые стороны — бело-серого окраса.

## Распространение
Область распространения вида охватывает Центральную и Юго-Восточную Европу, а также Юго-Западную Азию. В направлении с запада на восток ареал вида простирается от французской Бретани до Каспийского моря, в направлении с севера на юг — от немецкого Шлезвиг-Гольштейна до южной оконечности Италии.
Юго-западная граница распространения проходит по центру Франции. В остальной части Европы ареал разорван. Вид отсутствует на севере и северо-западе Германии и в Нидерландах, на юге Баварии, а также на большей части территории Австрии и Чехии. В Польше белобрюхая белозубка встречается только на юго-востоке.

## Местообитание
Белобрюхая белозубка населяет свободные от леса, экстенсивно используемые открытые жизненные пространства, такие как паровые поля, заброшенные пастбища, обочины дорог, равнинные поля и сады до высоты примерно 700 м над уровнем моря. Животные переходят в определённые сезоны на более богатую пищей и более влажную территорию. На северной границе области распространения вид тесно привязан к человеческим поселениям. Так, белобрюхие белозубки гораздо чаще встречаются в Польше в больших городах, чем в маленьких городах и деревнях. В остальной части ареала поселяются в домах, в основном перед зимовкой.

## Питание
Питание состоит преимущественно из насекомых и их личинок, сенокосцев, пауков, двупарноногих и улиток.

## Размножение
Размножение происходит, вероятно, с апреля по сентябрь. В помёте от 3 до 10 детёнышей массой по 1 г. Глаза открывают в возрасте от 7 до 13 дней; через 40 дней становятся самостоятельными. Во время прогулки молодняк образует типичные для многих белозубок караваны: в возрасте 7 дней детёныши хватаются зубами за основание хвоста впереди идущего, находясь таким образом в контакте примерно до возраста 14—28 дней.